# Nordkornlöpare
Nordkornlöpare (Amara torrida) är en skalbaggsart som beskrevs av Panser. Nordkornlöpare ingår i släktet Amara och familjen jordlöpare. Arten är reproducerande i Sverige. Inga underarter finns listade i Catalogue of Life.